# Hypostomus
Hypostomus är ett släkte av fiskar. Hypostomus ingår i familjen Loricariidae.

## Dottertaxa tillHypostomus, i alfabetisk ordning[1]
- Hypostomus affinis
- Hypostomus agna
- Hypostomus alatus
- Hypostomus albopunctatus
- Hypostomus ancistroides
- Hypostomus angipinnatus
- Hypostomus argus
- Hypostomus asperatus
- Hypostomus aspilogaster
- Hypostomus atropinnis
- Hypostomus auroguttatus
- Hypostomus bolivianus
- Hypostomus borellii
- Hypostomus boulengeri
- Hypostomus brevicauda
- Hypostomus brevis
- Hypostomus carinatus
- Hypostomus carvalhoi
- Hypostomus chrysostiktos
- Hypostomus cochliodon
- Hypostomus commersoni
- Hypostomus coppenamensis
- Hypostomus corantijni
- Hypostomus cordovae
- Hypostomus crassicauda
- Hypostomus denticulatus
- Hypostomus derbyi
- Hypostomus dlouhyi
- Hypostomus eptingi
- Hypostomus ericae
- Hypostomus ericius
- Hypostomus faveolus
- Hypostomus fluviatilis
- Hypostomus fonchii
- Hypostomus francisci
- Hypostomus garmani
- Hypostomus goyazensis
- Hypostomus gymnorhynchus
- Hypostomus hemicochliodon
- Hypostomus hemiurus
- Hypostomus heraldoi
- Hypostomus hermanni
- Hypostomus hondae
- Hypostomus hoplonites
- Hypostomus iheringii
- Hypostomus interruptus
- Hypostomus isbrueckeri
- Hypostomus itacua
- Hypostomus jaguribensis
- Hypostomus johnii
- Hypostomus kopeyaka
- Hypostomus laplatae
- Hypostomus latifrons
- Hypostomus latirostris
- Hypostomus levis
- Hypostomus lexi
- Hypostomus lima
- Hypostomus longiradiatus
- Hypostomus luteomaculatus
- Hypostomus luteus
- Hypostomus macrophthalmus
- Hypostomus macrops
- Hypostomus macushi
- Hypostomus margaritifer
- Hypostomus meleagris
- Hypostomus micromaculatus
- Hypostomus microstomus
- Hypostomus multidens
- Hypostomus mutucae
- Hypostomus myersi
- Hypostomus nematopterus
- Hypostomus niceforoi
- Hypostomus nickeriensis
- Hypostomus niger
- Hypostomus nigromaculatus
- Hypostomus nudiventris
- Hypostomus obtusirostris
- Hypostomus occidentalis
- Hypostomus oculeus
- Hypostomus pagei
- Hypostomus panamensis
- Hypostomus pantherinus
- Hypostomus papariae
- Hypostomus paranensis
- Hypostomus paucimaculatus
- Hypostomus paucipunctatus
- Hypostomus paulinus
- Hypostomus peckoltoides
- Hypostomus piratatu
- Hypostomus plecostomoides
- Hypostomus plecostomus
- Hypostomus pseudohemiurus
- Hypostomus punctatus
- Hypostomus pusarum
- Hypostomus pyrineusi
- Hypostomus regani
- Hypostomus rhantos
- Hypostomus robinii
- Hypostomus rondoni
- Hypostomus roseopunctatus
- Hypostomus saramaccensis
- Hypostomus scabriceps
- Hypostomus scaphyceps
- Hypostomus sculpodon
- Hypostomus seminudus
- Hypostomus simios
- Hypostomus sipaliwinii
- Hypostomus soniae
- Hypostomus strigaticeps
- Hypostomus subcarinatus
- Hypostomus surinamensis
- Hypostomus tapanahoniensis
- Hypostomus taphorni
- Hypostomus tapijara
- Hypostomus ternetzi
- Hypostomus tietensis
- Hypostomus topavae
- Hypostomus unae
- Hypostomus uruguayensis
- Hypostomus waiampi
- Hypostomus vaillanti
- Hypostomus variipictus
- Hypostomus varimaculosus
- Hypostomus variostictus
- Hypostomus watwata
- Hypostomus weberi
- Hypostomus ventromaculatus
- Hypostomus vermicularis
- Hypostomus winzi
- Hypostomus wuchereri